# Pässe im Taunus

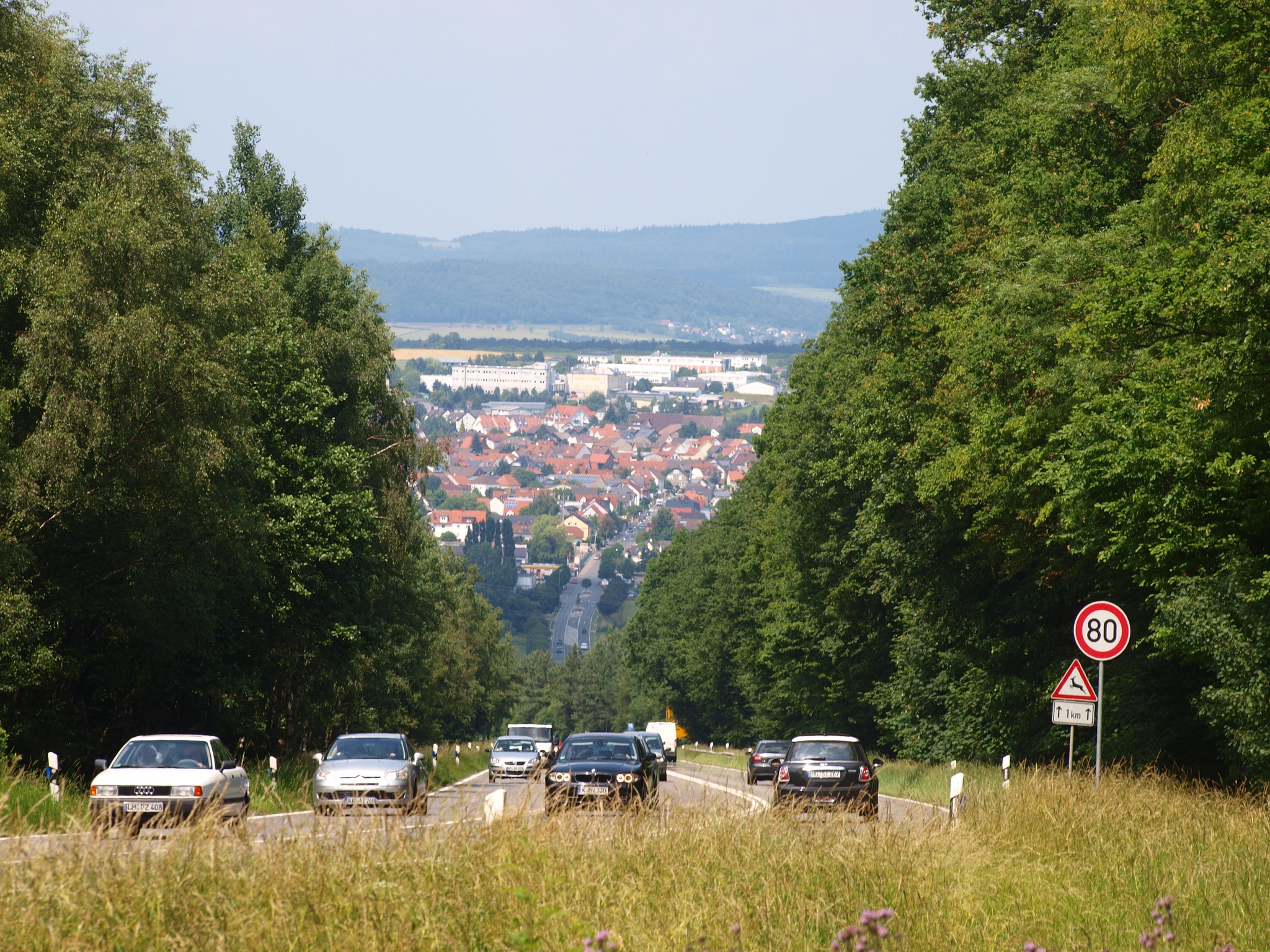
Saalburgpass, Blick den nördlichen Anstieg hinab

Die namhaftesten Pässe im Taunus führen im Hohen Taunus über den Taunushauptkamm und verbinden die Rhein-Main-Ebene mit dem Usinger Land und dem Lahntal. Es handelt sich um traditionelle Verkehrswege, die teilweise seit prähistorischer Zeit genutzt wurden. Neben den Pässen über den Taunushauptkamm werden in diesem Artikel noch weitere Übergänge im Taunus beschrieben.

## Allgemeines
Der Taunuskamm stellt seit alters her ein natürliches Hindernis auf dem Weg vom Rhein-Main-Gebiet in das Usinger Land, das Lahntal und weiter in das Rheinland oder in das Siegerland dar. Auch wenn der Taunus als Mittelgebirge weder von der Ausdehnung noch von der Höhe her ein unüberwindliches Hindernis darstellt, verliefen die Verkehrswege stets über die Pässe als natürliche Verbindungswege.

## Übergänge über den Taunushauptkamm
Im Folgenden sind alle Höhenangaben von Bergen, Ortschaften und Pässen in Meter (m) über Normalhöhennull (NHN) angegeben. Die Sortierung ist von Ost nach West.

### Saalburg
Koordinaten: 50° 16′ N, 8° 34′ O
Der Saalburgpass (414 m) ist der östlichste und wohl bekannteste Pass über den Taunuskamm. Die Bekanntheit resultiert aus dem Römerkastell Saalburg, das zur Römerzeit den Übergang über den Pass sicherte. Die Römer verbanden das Kastell über die Saalburgstraße mit der römischen Stadt Nida. Der Saalburgpass wurde aber bereits vor den Römern genutzt: Der prähistorische, heute fast verschwundene Lindenweg zog von der Nidda-Mündung bei Frankfurt-Höchst geradewegs zur Taunushöhe. Heute verbindet der Pass die Kreisstadt Bad Homburg vor der Höhe mit der ehemaligen Kreisstadt Usingen, die B 456 verläuft über ihn.
Die Saalburghöhe stellt – insbesondere im Berufsverkehr – einen Engpass für den Autoverkehr dar, der beinahe täglich zu Staus führt. Täglich passieren 18.000 Autos den Pass, der auf den Anstiegen zweispurig, auf der Strecke bergab jedoch nur einspurig ausgebaut ist. Die Saalburgchaussee ist ein Unfallschwerpunkt. Insbesondere die Abfahrt Richtung Bad Homburg und dort die so genannte Horex-Kurve werden wegen des guten Ausbaus vor allem von Zweiradfahrern häufig unterschätzt.

### Sandplacken
Koordinaten: 50° 15′ N, 8° 29′ O
Der Sandplacken (669 m) ist die Passhöhe zwischen Oberursel und Schmitten im Taunus und damit in das Weiltal, das eine natürliche Verbindung Richtung Lahntal und Weilburg darstellt. Keltische Fundstellen am Taunushang zeugen davon, dass bereits in vorchristlicher Zeit Menschen diesen Pass nutzten. In der Römerzeit sicherte das Kleinkastell Altes Jagdhaus den Pass, über den der obergermanisch-rätische Limes verläuft. Von Oberursel (280 m) aus führt die Passstraße relativ gleichmäßig bei durchschnittlich 5 bis 6 % bis zur Passhöhe. Die Abfahrt nach Schmitten ist steiler und schmaler. Auf der Passhöhe zweigen die L 3024 zum Großen Feldberg und die L 3276 nach Oberreifenberg ab.
Nach dem Zweiten Weltkrieg errichteten die US-Truppen auf dem Kolbenberg nahe dem Sandplacken eine Radarstation.
Die Straße trägt den Namen Kanonenstraße. Als sie 1871 bis 1877 gebaut wurde, wurde sie (was im Taunus bis dahin unüblich war) mit so festem Untergrund gebaut, dass auch schwere Fahrzeuge bei schlechten Wetterverhältnissen darauf fahren konnten. Die Einwohner befürchteten daraufhin den Transport von (ebenfalls schweren) Kanonen, und der Volksmund gab ihr den Namen Kanonenstraße. Obwohl der Transport sehr wahrscheinlich ausblieb, setzte sich der Name fest und ist heute offizielle Straßenbezeichnung in Schmitten.
Auf dem Sandplacken befinden sich ein Hotel (mit Restaurant) sowie ein Café/Restaurant. Während des Höhepunkts des Zustroms von Asylbewerbern vor dem Asylkompromiss 1992 wurde das Hotel als Asylbewerberheim genutzt.
Es gibt eine Haltestelle auf dem Weg von der Hohen Mark zum Feldberg. Ein Shuttlebus fährt an Wochenenden und Feiertagen insgesamt 14 Parkplätze um den Feldberg an.

### Rotes Kreuz
Koordinaten: 50° 14′ N, 8° 26′ O

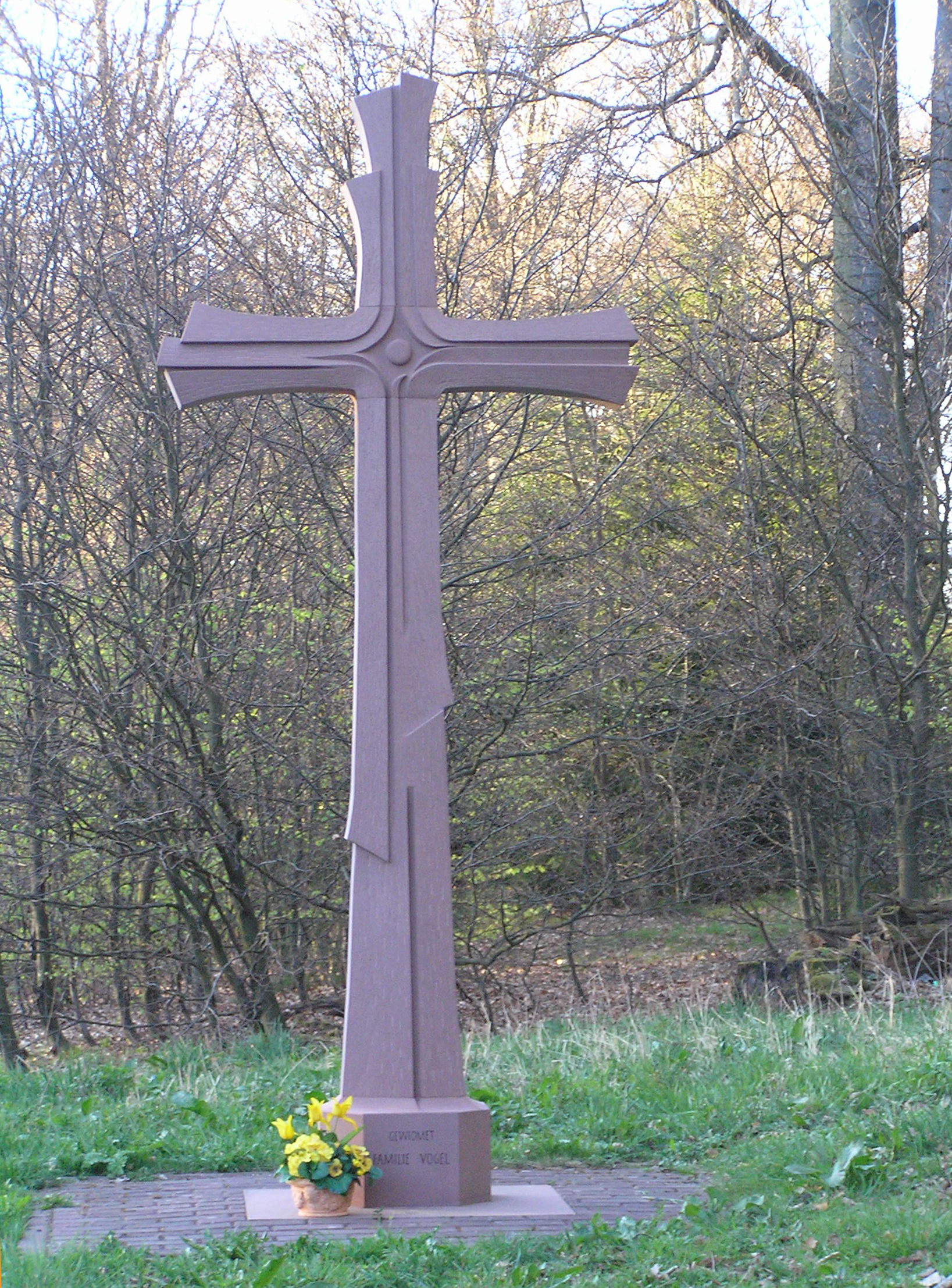
Das namensgebende Rote Kreuz

Ein weiterer Pass (688 m) erschließt den Eingang in das Weiltal wenige Kilometer weiter westlich: das Rote Kreuz, die Passverbindung zwischen Königstein und dem Weiltal. Auch dieser Pass wird seit Urzeiten genutzt. Die Römer sicherten den Übergang mit dem Römerkastell Kleiner Feldberg (das Kastell liegt der Wasserversorgung wegen nicht direkt auf der Passhöhe, sondern ca. 1 km entfernt an der Weilquelle). Im Mittelalter sicherte die Burg Reifenberg den Übergang. Auf der Passhöhe zweigt die L 3024 ab, die über den Großen Feldberg zum Sandplacken führt.
Der Umfang des Fernhandels über die Weiltalroute ist heute nicht mehr zu quantifizieren. Jedoch zeigt ein Goldmünzenfund, der im Jahr 2005 nahe dem Roten Kreuz erfolgte, wie integriert der damalige Welthandel war; unter den gefundenen Münzen befand sich nämlich auch eine arabische Münze.

### Eselseck (oder auch Eselsheck)
Koordinaten: 50° 12′ N, 8° 26′ O
Unterhalb des roten Kreuzes überquert die B 8 den Taunuskamm auf dem Weg von Königstein (380 m) nach Limburg an der Lahn. Nach dem steilen Anstieg durch das Billtal erreicht die Straße beim Eselsheck (556 m) die Passhöhe.
Der Pass ist Teil der historischen Verbindungsstraße zwischen Frankfurt am Main und Köln. Zwischen 1772 und 1807 wurde die spätere Reichsstraße 8 auf dem heutigen Verlauf errichtet. Die Fuhrleute nahmen zur Unterstützung beim steilen Anstieg auf die Billtalhöhe Unterstützung durch zusätzliche Zugtiere (hauptsächlich Esel) der örtlichen Bauern in Anspruch. Diese machten am Eselseck Rast und kehrten dann nach Königstein zurück. Am Eselseck wurde eigens ein Tränkebach künstlich angelegt, um die Tiere und Menschen mit Wasser zu versorgen.

### Idsteiner Senke
Koordinaten: 50° 11′ N, 8° 16′ O
Die Idsteiner Senke ist eine in Süd-Nord-Richtung verlaufende, 3 bis 4 km breite Grabensenke, die den (dort vergleichsweise niedrigen und eher kuppigen) Taunuskamm nördlich des Eppsteiner Horstes mit dem Limburger Becken verbindet und den Westlichen Hintertaunus vom Östlichen trennt. Sie folgt im Norden dem Oberlauf des Flusses Emsbach, im westlichen Süden dem Quellverlauf dessen Nebenflusses Wörsbach sowie im östlichen Süden dem Emsbach-Nebenfluss Schlabach und wird westlich in etwa von der Bundesautobahn 3 zwischen dem Taunuskamm unmittelbar südlich der namensgebenden Stadt Idstein und dem Eintritt ins Limburger Becken bei Selters begrenzt. Die A 3 und die ICE-Schnellfahrstrecke Köln–Rhein/Main nutzen diesen Pass in ca. 365 m Höhe.

### Platte
Koordinaten: 50° 8′ N, 8° 13′ O
Die Platte ist eine leichte Eintiefung in die Kammlinie des Wiesbadener Hochtaunus, in der das Jagdschloss Platte und eine Ausflugsgaststätte liegen. Die Alte Platter Straße nutzte diesen Taunusübergang in einer Höhe von 498 m. Die Bundesstraße 417 wird 200 Meter westlich davon mit einem Einschnitt durch ein höher als 500 m gelegenes Terrain geführt.

### Eiserne Hand
Koordinaten: 50° 7′ N, 8° 10′ O

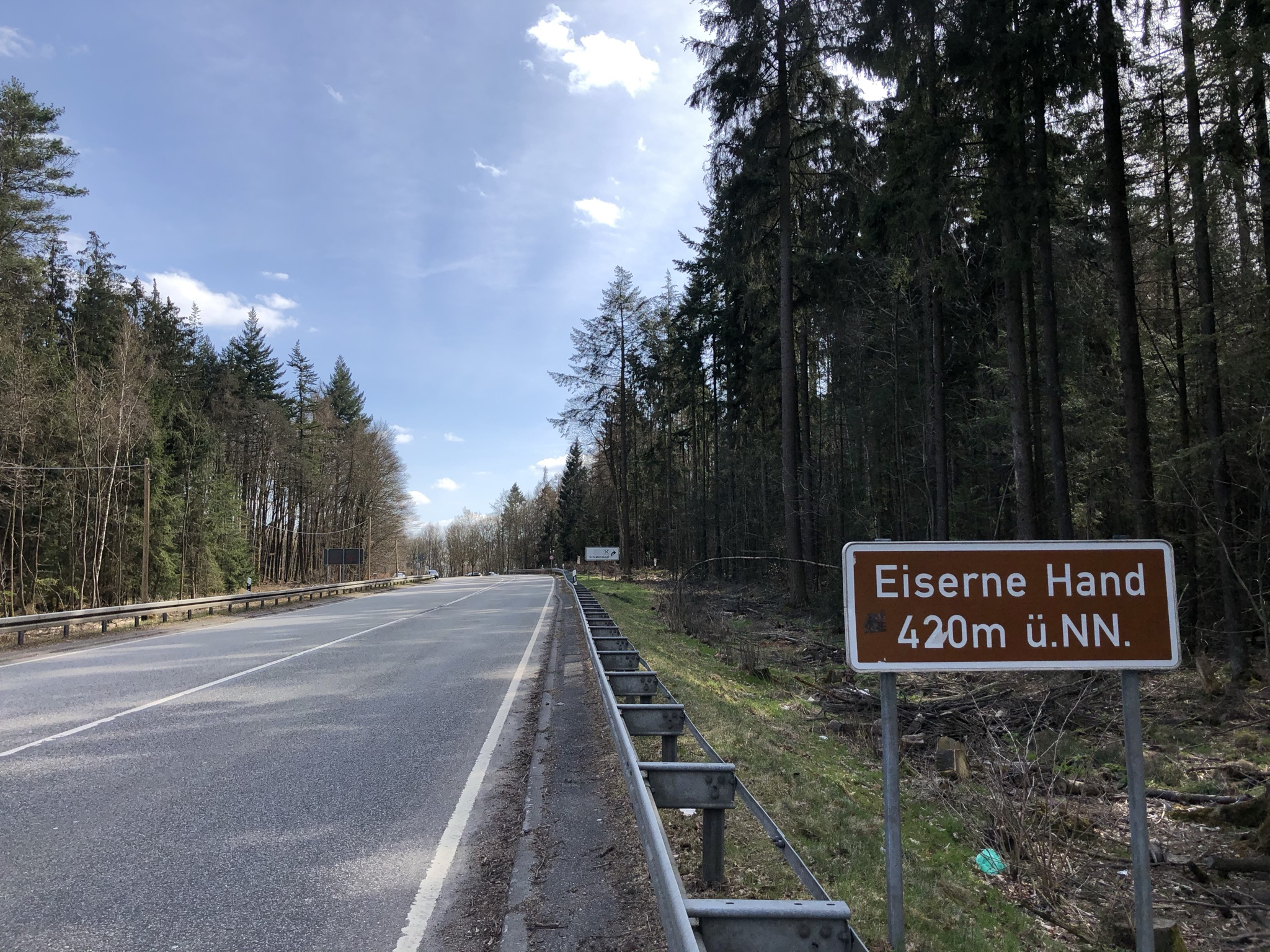
Eiserne Hand

Mit einer Passhöhe von 421 m stellt die Eiserne Hand den niedrigsten Übergang über den bewaldeten Taunushauptkamm zwischen Schlangenbad (B 260) und Niedernhausen (A 3) dar und zeichnet damit einen Verkehrsweg zwischen der Innenstadt Wiesbadens und dem oberen Aartal vor. Der Übergang wird heute von der Bundesstraße 54 und wurde bis zur Stilllegung von der Aartalbahn genutzt, an deren Scheitelpunkt sich der Bahnhof Eiserne Hand befindet. 

### Hohe Wurzel
Koordinaten: 50° 6′ N, 8° 8′ O
Über die südwestlichen Hochlagen der Hohen Wurzel (617,9 m) führt die im Nordwesten zwischen Bad Schwalbach und Wambach von der Bundesstraße 275 abzweigende Landesstraße 3037 (auch Hohe Straße oder Lahnstraße genannt). Sie verläuft vorbei am Freizeitpark Taunus Wunderland, danach rund 400 m südwestlich vom Berggipfel über eine etwa 570 m hohe Bergstelle und etwas später, südöstlich vom Berg, die Aartalbahn kreuzend, etwa in Nordwest-Südost-Richtung nach Wiesbaden. Nahe dieser Berg- und Straßenstelle befindet sich der Wandererparkplatz Hohe Wurzel, von dem der Berggipfel auf Rundwanderwegen des Naturparks Rhein-Taunus begehbar ist. Über den Berg führt neben dem rechtsrheinischen Teil des Rheinhöhenweges auch der Europäische Fernwanderweg E3.

### Roter Stein
Koordinaten: 50° 7′ N, 8° 5′ O
Der niedrigste Straßenübergang von der Kreisstadt Bad Schwalbach über den Taunushauptkamm in den Kreisteil Rheingau führt auf der Bundesstraße 275 östlich des Roten Steins auf 473 m hinauf und nach der Einmündung in die Bundesstraße 260 den Wambacher Stich hinunter in den Schlangenbader Ortsteil Wambach. Die Fahrt über den Roten Stein bietet bei guter Sicht über seine unbewaldeten Osthänge einen freien Blick bis zum 29 Kilometer entfernten Großen Feldberg.

### Förster-Bitter-Eiche (Hausen vor der Höhe)
Koordinaten: 50° 5′ N, 8° 3′ O
In einer Höhe von 514 m stellt der Pass an der Förster-Bitter-Eiche südlich von Hausen vor der Höhe (479 m), über den die Landesstraße 3035 nach Kiedrich (165 m) in den Rheingau hinabführt, den südwestlichen Gebirgspass im Taunushauptkamm dar. Der Übergang ist Ausgangspunkt für Wanderungen auf dem Rheinhöhenweg und entlang des früheren Rheingauer Gebücks. Zugleich beginnt hier die Forststraße in den Hinterlandswald. Etwa zwei Kilometer östlich liegen die 548 m hohen Dreibornsköpfe und knapp 1500 Meter südwestlich der 580 m hohe Erbacher Kopf. Das Rheingauer Gebück quert seinen Nordhang und scheidet ihn so vom Hinterlandswald.

## Usa- und Köpperner Tal

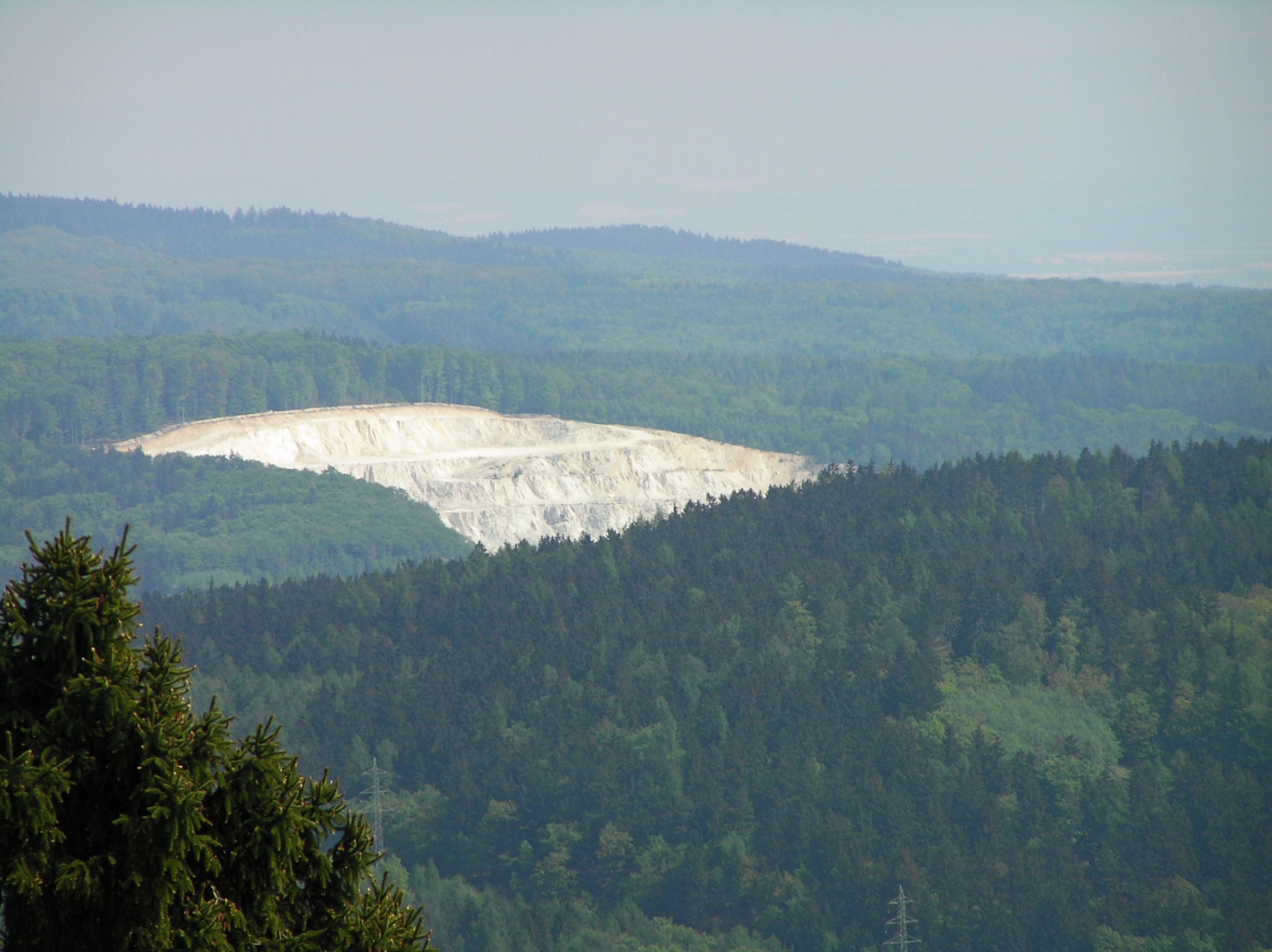
Köpperner Tal mit Quarzitsteinbruch, rechts im Hintergrund die Wetterau, unterhalb der Freileitungstrasse verläuft nicht sichtbar der Saalburgpass

Koordinaten Köpperner Tal: 50° 17′ N, 8° 38′ O
Koordinaten Usatal: 50° 21′ N, 8° 35′ O
Bei zwei Tälern von Mittelgebirgsbächen im östlichen Taunus handelt es sich zwar nicht um Pässe, dennoch sind sie verkehrstechnisch bedeutsam. Im Usatal verläuft von Bad Nauheim nach Usingen die B 275. Im Köpperner Tal hat der Erlenbach den Taunuskamm durchbrochen, den bei Usingen nur ein Landrücken vom Usa-Tal trennt. Zur Römerzeit sicherte das Kleinkastell Lochmühle das Tal. Durch das Köpperner Tal verläuft heute die L 3041, die insbesondere seit dem Bau der Friedrichsdorfer Entlastungsstraße eine wichtige Ausweichroute zum Saalburgpass darstellt. Sie ersetzte eine kleinere Straße, die wiederum erst lange nach dem Zweiten Weltkrieg auf einem älteren Schotterweg errichtet wurde. Einen Rest der alten Straße neben dem Erlenbach überquert unmittelbar nach der neuen Straße die Bahnstrecke Friedrichsdorf–Albshausen, die zuerst südlich und dann nördlich des Erlenbachs von Friedrichsdorf her ins Usinger Becken führt.

## Übergänge zwischen Weiltal und Emstal
Die befahrbaren Übergänge zwischen Weiltal und Emstal sind in Süd-Nord-Richtung sortiert dargestellt.

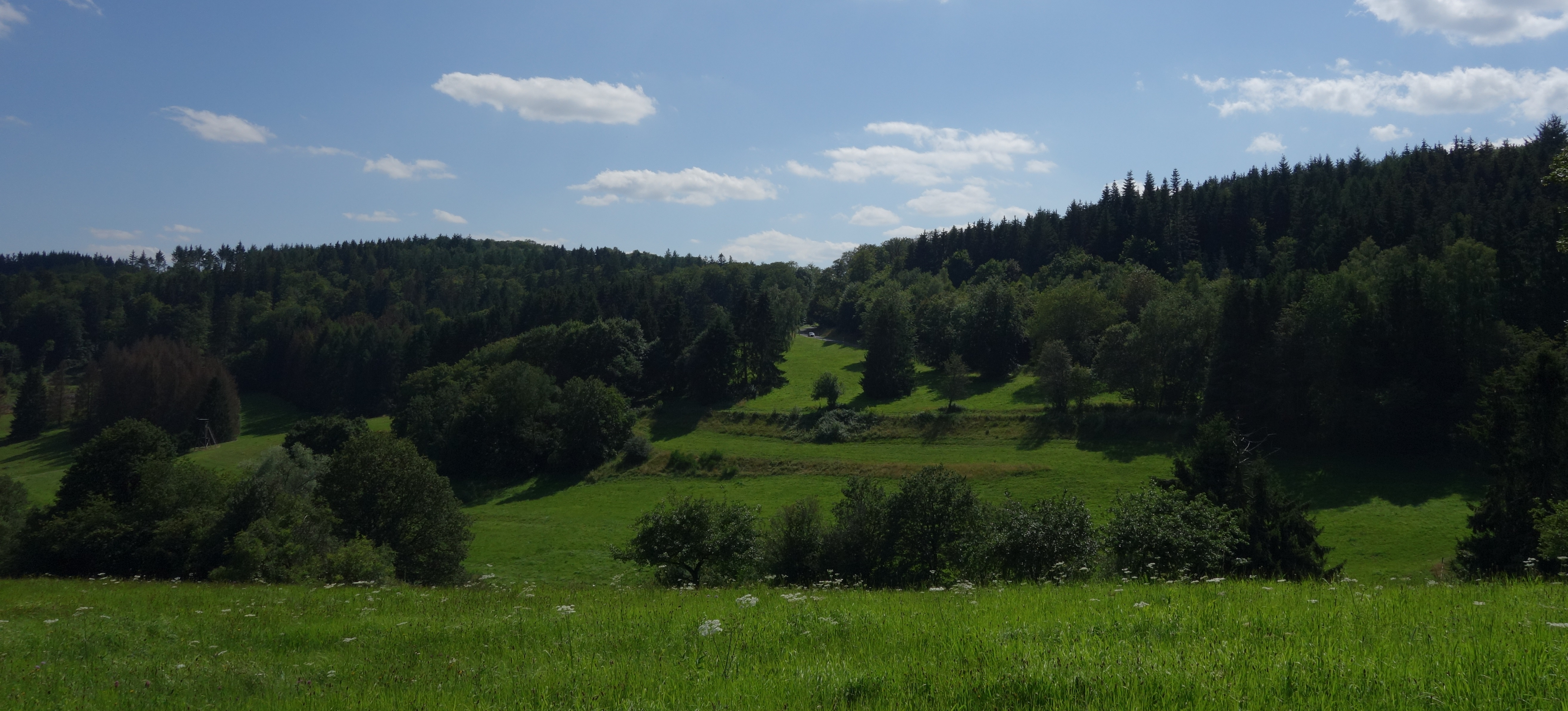
Blick zum Pass Kittelhütte zwischen Hühnerberg-Nebenkuppe Moosheck (links) und der Südkuppe des Windhain (rechts); aus Richtung Seelenberg

### Kittelhütte
Koordinaten: 50° 15′ N, 8° 25′ O
Von Oberems (410 m) führt die kurvenreiche L 3023 hinauf zur Kittelhütte. Der Pass liegt auf einer Höhe von 578 m, zwischen den Bergen Windhain im Norden und der Hühnerberg-Nebenkuppe Moosheck im Süden.
Von dort zweigt die Straße zum einen nach Seelenberg (584 m) und zum anderen nach Niederreifenberg (534 m) ab. Auf der Passhöhe gibt es eine kleine Schutzhütte und einen Parkplatz. Jedes Jahr wird hier bei dem Radrennen Rund um den Finanzplatz Eschborn-Frankfurt eine Bergwertung genommen.
Die Kittelhütte ist der einzige befahrbare Übergang vom Weiltal in das Emstal.
1913 wurde auf der Passhöhe die Kittelhütte durch den Taunusklub (Ortsverein Seelenberg) errichtet. Namensgeber war Peter Kittel († 1919), Vorsitzender des Gesamt-Taunusklubs 1888 bis 1914. Nachdem diese Hütte im Zweiten Weltkrieg durch Feuer zerstört worden war, wurde nach dem Krieg eine neue Hütte nach dem Modell des Geburtshauses von Abraham Lincoln von amerikanischen Pionieren errichtet. Im Jahr 1993 wurde die Hütte nach Brandstiftung erneut durch Feuer zerstört. Die heute bestehende Hütte wurde wiederum von US-Soldaten (stationiert in Camp King) errichtet.

### Tenne
Koordinaten Passhöhe: 50° 18′ N, 8° 23′ O
Koordinaten Tenne: 50° 17′ N, 8° 22′ O
Zwischen Riedelbach (433 m) und Reichenbach (387 m) überquert die Bundesstraße 275 den Bergzug zwischen Weil- und Emstal. Auch wenn die Passhöhe (505 m) oberhalb von Riedelbach kurz hinter der Einmündung der Kreisstraße 750 von Mauloff (527 m) liegt, wird der Pass meist mit dem Namen der Tenne in Verbindung gebracht. Die Tenne (480 m) ist eine Kleinsiedlung etwa einen Kilometer nach der Passhöhe Richtung Reichenbach. Hier zweigt die Landesstraße 3031 nach Bad Camberg (197 m) von der Bundesstraße ab. Die Tenne war bekannt durch ein Ausflugshotel, welches einem Brand zum Opfer fiel. Das verbliebene ehemalige Gasthaus zur Tenne steht unter Denkmalschutz. In altgermanischer Zeit diente das Areal als Thing- und Opferplatz.

### Kuhbettpass
Koordinaten: 50° 19′ N, 8° 20′ O
Der Kuhbettpass (459 m) ist Teil der Landesstraße 3030 zwischen Hasselbach (386 m) und Schwickershausen (266 m). Es handelt sich um den Pass zwischen den Bergen Kuhbett (525,6 m) und Stückelberg (509,7 m).

### Heideneiche
Koordinaten: 50° 23′ N, 8° 20′ O
Zwischen Wolfenhausen (297 m) und Laubuseschbach (295 m) liegt die Kreisverkehr-Kreuzung an der Heideneiche (342 m). Dort treffen die L 3021 von Wolfenhausen, die L 3054 von Laubuseschbach und die L 3063, die von Winden (220 m) nach Langhecke (232 m) führt, aufeinander; nordwestlich der Kreuzung haben die L 3021 und L 3063 auf etwa 770 m Länge einen gemeinsamen Abschnitt. Es handelt sich um den Pass zwischen den Erhebungen Rote Küppel (377,9 m) und dem Alteberg ( 370,3 m) – niedrigster und nördlichster Pass zwischen dem Emsbach- und Weiltal.

## Weitere Pässe

### Windeck
Koordinaten: 50° 14′ N, 8° 27′ O
Das Windeck (795 m) zwischen Großem Feldberg und Kleinem Feldberg ist der höchste Pass im Taunus. Allerdings ist die asphaltierte Straße, die vom Roten Kreuz zum Windeck geht, nicht die eigentliche Passstraße, da sie noch 1,5 km weiter bergauf bis auf den Großen Feldberg führt. Die richtige, nur geschotterte Passstraße führt 1,7 km vom Fuchstanz (662 m) bis zum Windeck und dann hinunter nach Oberreifenberg (650 m).

### Fuchstanz
Koordinaten: 50° 13′ N, 8° 28′ O

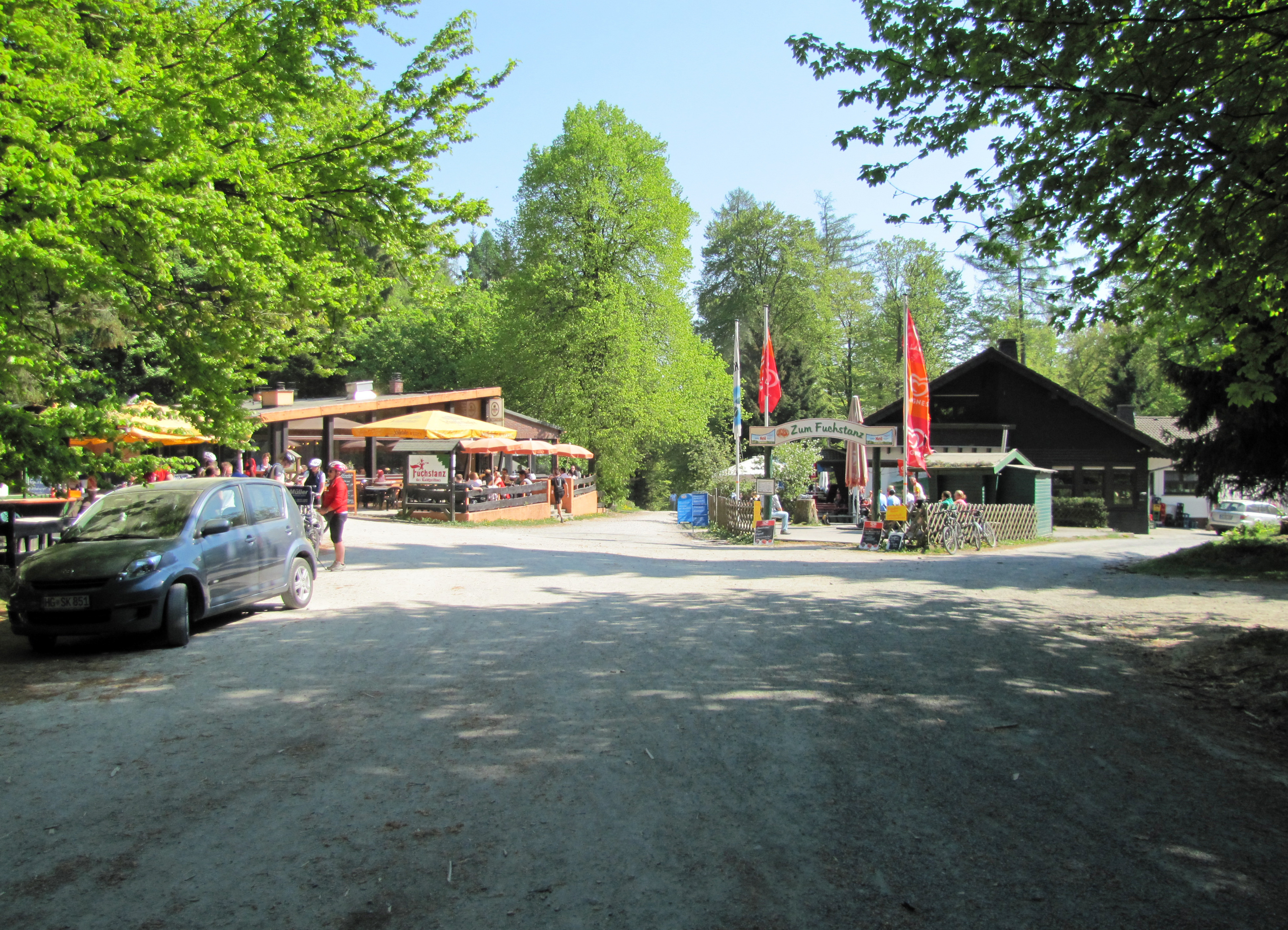
Restaurants auf dem Fuchstanz

Der Fuchstanz ist ein 662 Meter hoher Pass im Herzen des Taunus zwischen Altkönig (798,2 m) und Kleinem Feldberg (825,2 m). Bereits die Römer nutzten diesen Pass, indem sie eine Verbindungsstraße von Nida zum Feldbergkastell anlegten, der Name Pflasterweg verweist noch auf diesen römischen Ursprung. Durch seine zwei Restaurants ist er einer der beliebtesten Ausflugsziele im Taunus, allerdings ist er nicht mit dem Auto zu erreichen.
Mögliche Routen sind:
- vom Windeck: 1,7 km nur bergab.
- von der Großen Kurve (an der Straße von Oberursel zum Sandplacken): 1,6 km leicht ansteigend.
- von Falkenstein: 3,0 km gleichmäßig steil.

### Custine-Schanze
Koordinaten: 50° 13′ N, 8° 32′ O
Die Custine-Schanze ist ein nach den dort liegenden Custine-Schanzen benannter kleiner 332 Meter hoher Pass zwischen Kronberg im Taunus und Oberursel. Über ihn führt die B 455. In der Nähe des Passes liegt der Oberurseler Friedhof.

### Hardt
Koordinaten: 50° 17′ N, 8° 29′ O
Über den Hardtpass (476 m) führt die L 3041, die Neu-Anspach (340 m) mit den Schmittener Ortsteilen Dorfweil (430 m) und Brombach (420 m) verbindet. Kurz vor der Passhöhe gibt es einen Parkplatz, von dem man Wandertouren auf den nahegelegenen Langhals (573,5 m) unternehmen kann.

### Mathkreuz
Koordinaten: 50° 14′ N, 8° 31′ O
Das Mathkreuz ist 470 Meter hoch und liegt zwischen Goldgrube (492 m) und Lindenberg (541,3 m). Die Passstraße bildet nur ein schmaler steiler Schotterweg von Oberstedten (250 m) aus.

### Kreuzwege
Koordinaten: 50° 14′ N, 8° 31′ O
Kreuzwege ist ein 529 Meter hoher Pass zwischen Lindenberg (541,3 m) und Klingenkopf (682,7 m). Der Schotterweg verbindet Oberstedten (250 m) mit dem Schnellbachtal an der L 3004.

### Jammerhecke
Koordinaten: 50° 17′ 42,85″ N, 8° 28′ 41,6″ O

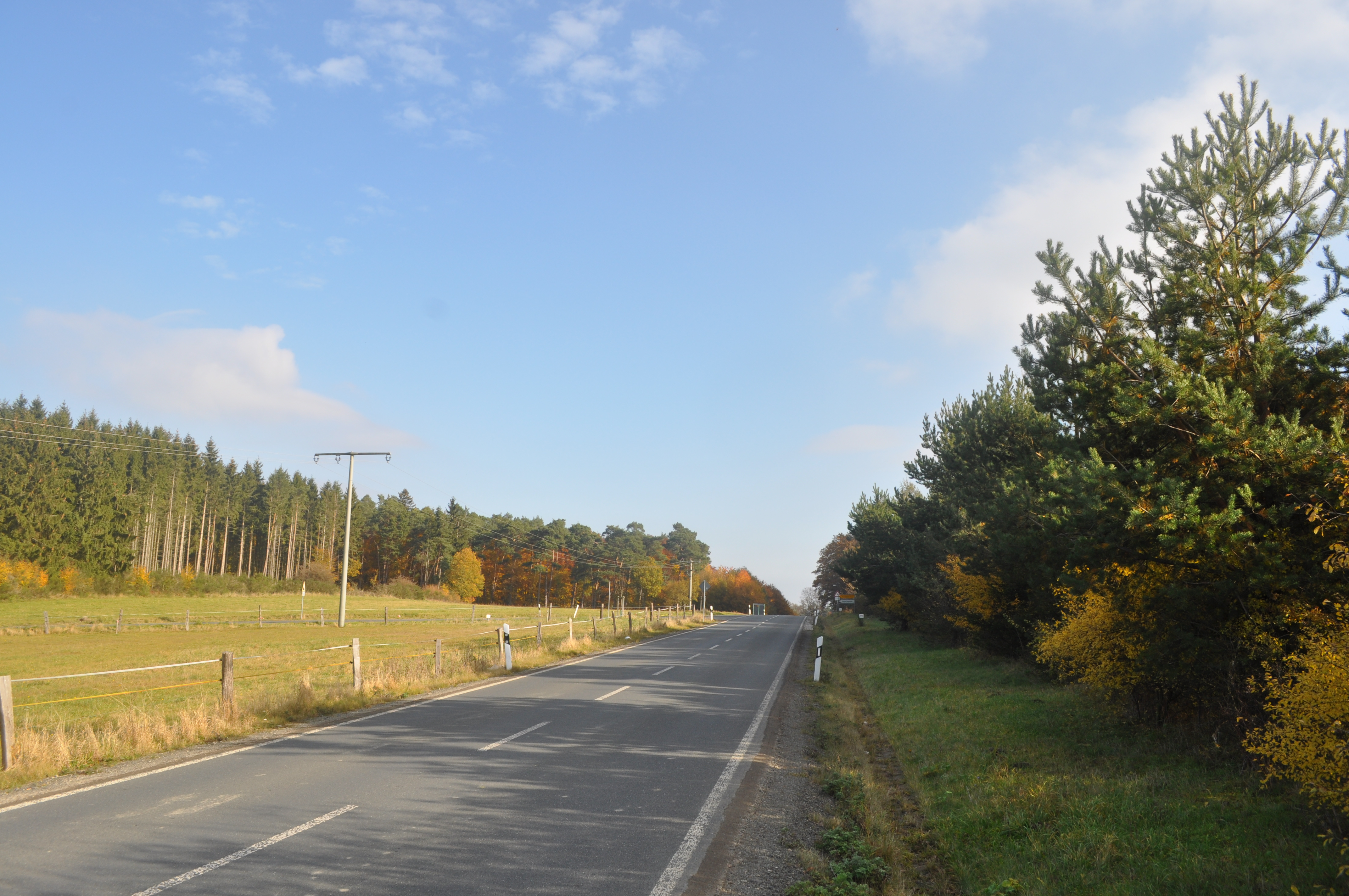
Jammerhecke

Die Jammerhecke ist ein 463 m hoher Pass und verbindet Brombach und Hunoldstal und den Neu-Anspacher Stadtteil Rod am Berg.